# Происшествие с Boeing 777 в Сингапуре
Авария Boeing 777 в Сингапуре — авиационная авария, произошедшая 27 июня 2016 года. Авиалайнер Boeing 777-312ER авиакомпании Singapore Airlines выполнял рейс SQ368 по маршруту Сингапур—Милан, но через несколько часов после взлёта из двигателя № 2 (правый) началась утечка топлива. Экипаж развернул самолёт и посадил его в аэропорту Чанги, во время посадки двигатель загорелся. Эвакуация всех 222 пассажиров и 19 членов экипажа прошла успешно, после которой огонь охватил всё правое крыло вместе с двигателем. Огонь был быстро локализован. Никто не пострадал.

## Самолёт
Boeing 777-312ER (регистрационный номер 9V-SWB, заводской 33377, серийный 592) был выпущен в 2006 году (первый полёт совершил 5 ноября). 29 ноября того же года был передан авиакомпании Singapore Airlines. Оснащён двумя двигателями General Electric GE90-115B.

## Хронология событий
В 6:25 КВС воздушного судна заметил, что у первого топливного бака каждые 1.5 секунды вытекало по 0.1 тонны топлива. В итоге через 3 секунды у них уже было не 47.3, а 47.1 тонны топлива. В 6:27 экипаж начал разворачивать машину. В 6:38:29 у самолёта не сработал реверс правого двигателя. В 6:38:33 у самолёта загорелся 2-й двигатель. А уже в 6:39:01 самолёт остановился, но у него уже горел не только 2-й двигатель, но уже и всё правое крыло. Все пассажиры были эвакуированы и доставлены в медпункт на досмотр, например: ожогов. Пожар потушен.

## Расследование
Возгорание на правом двигателе произошло после того, как керосин попал в систему смазки силовой установки. Причиной утечки стала трещина в трубке основного топливомасляного теплообменника двигателя. Такие выводы следуют из промежуточного отчета, который опубликовало Бюро по расследованию авиационных происшествий Сингапура. В докладе говорится, что еще в декабре 2014 года производитель силовых установок GE90 для Boeing 777-300ER — компания GE Aviation выпустила бюллетень, в котором призвала эксплуатантов во время ближайшего техобслуживания проверить трубки основного топливомасляного теплообменника на наличие трещин. Между тем осмотр двигателя на сингапурском самолете проводился в марте 2014 года.